# بحران آب ۱۴۰۱ همدان
بحران آب ۱۴۰۱ همدان در پی قطعی گسترده آب شرب در شهر همدان در مرداد ۱۴۰۱ بود. در پی این بحران، در آرامگاه بوعلی سینا و مقابل فرمانداری همدان چند تجمع اعتراضی برگزار شد. فرماندار همدان تعداد اعتراضات را ۳ تجمع اعلام کرد و آن را غیرقانونی خواند. چند شب متوالی نیز وضعیت مناطق مرکزی شهر همدان امنیتی بود.

## پیش زمینه

### تأخیر در پروژه انتفال آب از سد تالوار
سال ۱۳۸۳ پروژه آبرسانی از سد تالوار شهرستان بیجار به استان همدان به تصویب رسید تا از این طریق آب ۱۱ شهر و ۵۱ روستای همدان تأمین شود. این پروژه قرار بود تا سال ۱۳۹۰ به بهره‌برداری برسد اما در سال ۱۴۰۰ فقط ۴۰ درصد پیشرفت فیزیکی داشته است.

### قطعی گسترده آب
آب شهر همدان ار سال ۱۴۰۰ در ساعت‌های پایانی شب (ساعت ۲۳ تا ۴ صبح) با افت فشار و قطعی آب در برخی مناطق آب مواجه بود. ما از مرداد ۱۴۰۱ بدون اطلاع‌رسانی قبلی، قطعی گسترده آب اتفاق افتاد. با ادامه بحران، فرمانده تیپ زرهی قهرمان همدان از حضور نیروها و تجهیزات ارتش برای آبرسانی به مردم خبر داد.

## تجمع اعتراضی
در پی این بحران، در آرامگاه بوعلی سینا و مقابل فرمانداری همدان بصورت شبانه چند تجمع اعتراضی برگزار شد. فرماندار همدان تعداد اعتراضات را ۳ تجمع اعلام کرد و آن را غیرقانونی خواند. ویدئوهایی از حمله مأموران انتظامی به معترضان منتشر شده است. چند شب متوالی نیز وضعیت مناطق مرکزی شهر همدان امنیتی بود.

### شعارها
- یک اختلاس کم بشه، مشکل آب حل میشه
- همشهری همشهری غیرتت رو نشون بده
- استاندار استعفا استعفا
- مسئول بی‌کفایت، استعفا استعفا

### آمار دستگیری
به گفته فرماندار همدان در این اعتراضات، ۲۵ نفر دستگیر شدند که ۲۰ نفر ساکن استان همدان نبودند.